# بورتر كولينز
بورتر كولينز (بالإنجليزية: Atwood Peter Collins)‏ هو مجدف أمريكي، ولد في 27 يونيو 1975 في نيويورك في الولايات المتحدة.

## وصلات خارجية
- بورتر كولينز على موقع الاتحاد الدولي للتجديف (الإنجليزية)
- بورتر كولينز على موقع أوليمبيديا (الإنجليزية)